# حرائق غابات اليونان 2021
حرائق غابات اليونان 2021 هي حرائق غابات بدأت منذ بداية أغسطس 2021، تسببت حرائق الغابات المتعددة في اليونان في مقتل شخصين، وإصابة ما لا يقل عن 20 آخرين وإحراق عشرات المنازل، وذلك بعد موجة حارة تاريخية للبلاد. أخلت السلطات عدة قرى وبلدات. حتى يوم الجمعة 7 أغسطس قال رئيس الحماية المدنية نيكوس هاردالياس إن رجال الإطفاء واجهوا حرائق «غير مسبوقة وخطيرة للغاية»، وتم رصد 154 حريقًا، ولا يزال منها 64 حريقًا مشتعلًا.
منذ منتصف يوليو 2021 تميز الطقس في اليونان بدرجات حرارة عالية جدًا. قامت تسع محطات أرصاد جوية بقياس درجات الحرارة القصوى على الإطلاق في البلاد. في 27 يوليو نشر المرصد الوطني لأثينا بيانات عن موجة حر طويلة الأمد للغاية في البر الرئيسي بالإضافة إلى درجات حرارة عالية في الليل. في المرحلة الأولى بحلول 4 أغسطس وصلت موجة شديدة الحرارة من شمال إفريقيا، بينما في المرحلة الثانية أدت حركة هبوط أخرى للكتل الغازية إلى زيادة درجة الحرارة الزائدة. بلغ شهر أغسطس ذروته محليًا فوق 45 درجة مئوية، مما يمثل «موجة حرارة تاريخية». في الوقت نفسه هناك انقطاع للتيار الكهربائي في العديد من المناطق.
تقع أكبر حرائق الغابات في أتيكا وأوليمبيا وميسينيا ووابية.

## الحرائق
اندلعت الحرائق في جميع أنحاء اليونان، ودمرت مئات المباني وآلاف الأفدنة من الأراضي. وسجلت فرقة الإطفاء 428 حريقًا في غابات أتيكا وشمال إيفيا وإيليا وميسينيا وماني وأشايا وغريفينا وفوكيدا ورودس. في أتيكا بدأ الحريق عند سفح بارنيثا وامتد إلى فاريبوبي وتاتوي. في شمال إيفيا وصل الحريق إلى البحر. تبلغ المساحات المحروقة حتى يوم الجمعة 60 ألف فدان بإجمالي مخزون لعام 2021 يصل إلى 124 ألف فدان.

### حرائق أتيكا
اندلعت الحرائق في مناطق إيبوكراتيو بوليتيا، وأدامز كيفيسياس، وأفيدنيس، وفاريبومبي، ومنتزه بارنيثا الوطني، وتاتوي، ومالاكاسا، وأغيوس ستيفانوس، فيما تستمر الحرائق في مناطق أخرى أيضًا. في 6 أغسطس اندلعت حرائق جديدة في أنو ليوسيا، مما أثار مخاوف على جبل بويكيلو وفي ليغرينا، بالقرب من سونيو. كلاهما سرعان ما أصبح تحت السيطرة.

### حرائق بيلوبونيز
- في محافظة أخايا: اندلعت حرائق في منطقة إيرينيوس (لامبيري).
- في محافظة إليا: اندلعت حرائق في مناطق أولمبيا القديمة (التي هددت أيضًا الموقع الأثري)، ولالاس وكوليري.
- في ولاية ميسينيا: اندلعت حرائق في مناطق بلدية أويشاليا في ديافوليتسي وأنتيا.

### حرائق شمال اليونان
في محافظة كوزاني اندلعت حرائق في مناطق أوينوي وإليسبونتوس وسياتيستا. في محافظة غريفينا توجد خمس جبهات للحريق، بما في ذلك منطقة ديسكاتي. في محافظة كاستوريا اندلع حريق في منطقة جراموس. وفي محافظة كيلكيس اندلع حريق في منطقة نيا سانتا، بالقرب من حدود ولاية سالونيك. كما توجد حرائق في محافظات هالكيديكي (سيثونيا)، وفي ولاية يوانينا (منطقة كونيتسا، باديس)، وكذلك في محافظة إيفروس.

### حرائق ثيساليا
في ولاية لاريسا اندلعت حرائق في مناطق ساراندابورو وألاسونا وديلوفو فارسالا.

### حرائق وسط اليونان
في محافظة إيفيا اندلع حريق في مناطق أجيا آنا وفاسيليكا ومانتودي وليمني وروفيس، بينما توجد أيضًا حرائق مستمرة في مناطق أخرى. في محافظة ثوتيدا اندلعت حرائق في مناطق مارتينو وبالوشوري وثولوغوس.